# Жаба Торнира
Жаба Торнира (лат. Nectophrynoides tornieri) — вид бесхвостых земноводных из рода живородящих жаб семейства жаб. Эндемик Танзании. Этот вид был впервые описан Жаном Ру в 1906 году и назван в честь немецкого зоолога Густава Торнира.

## Описание
У жабы Торнира выражен половой диморфизм, их окраска также значительно различается у разных особей. Длина тела самца 28 мм, верхняя сторона тела коричневато-красная, а брюшная поверхность — серая или белая. Длина тела самки 34 мм, верхняя сторона тела ржаво-красная, с жёлтым пятном в центре, а брюшная поверхность с полупрозрачной кожей. Самки могут также иметь две черные полосы на задних ногах и ступнях. На кончиках пальцев у представителей обоих полов есть присасывательные диски.

## Распространение и места обитания
Эндемики танзанийской части Восточного рифта (Африка). Встречается в лесах и в сельскохозяйственных районах, прилегающих к лесам на высоте от 300 до 1800 метров над уровнем моря. Это наземный вид лазающий по невысокой растительности, питающийся на земле и прячущийся в лесной подстилке.

## Питание и размножение
Жаба Торнира питается мелкими беспозвоночными, например, муравьями. Размножается в сезон дождей. Самцы криками привлекают самок. При этом они принимают характерную позу, расставив все четыре лапы. В отличие от большинства бесхвостых земноводных этот вид живородящ. Происходит внутреннее оплодотворение, и яйца развиваются непосредственно в молодых жаб в яйцеводе самки. В одной самке было обнаружено до тридцати пяти детёнышей.

## Угрозы и охрана
Жаба Торнира отнесена к категории «Виды, вызывающие наименьшие опасения» в Красной книге МСОП. Хотя её ареал составляет менее 20 000 квадратных километров, она распространена в большей части этой области и, по-видимому, весьма многочисленна. Это вид с гибким поведением, и, когда вырубка леса нарушила её привычную среду обитания, она переселилась в сельскохозяйственные районы и на банановые плантации. Ей также угрожает незаконная добыча золота.